# 2243 Lonnrot
2243 Lonnrot је астероид главног астероидног појаса са средњом удаљеношћу од Сунца која износи 2,248 астрономских јединица (АЈ).
Апсолутна магнитуда астероида је 12,8.